# チントン
チントン（モンゴル語: Čingtong、? - 1368年）は、大元ウルスに仕えた将軍の一人。主に元末の混乱期に紅巾の乱討伐で功績を残した事で知られる。
『元史』などの漢文史料における漢字表記は慶童（qìngtóng）。

## 概要
チントン（慶童）はカンクリ部の出で、祖父のメリク・テムル（明里帖木児）、父のオロス（斡羅思）はともに益国公に封ぜられた名家の出であった。チントンも勲臣の子孫であることを理由に大宗正府掌判に抜擢され、以後上都留守、江西・河南・遼陽行省の平章政事を歴任した。遼陽行省の平章政事に任じられた時は、寛厚な政治を行ったため現地の民から慕われたという。
1350年（至正10年）には江浙行省の平章政事に移ったが、長く続く太平の中で綱紀は緩み高官たちは宴楽に耽る有様であったという。1351年（至正11年）、河南行省の汝州・潁州で紅巾の乱が勃発すると叛乱は江浙行省も波及し、江東の饒州・信州・徽州・宣州・鉛山州・広徳、浙西の常州・湖州・建徳は守る者もなく荒らされた。そこでチントンは配下の者達を派遣してこれらの地域を奪還し、また叛乱に加わった者達は罪に問わず、官倉から食料を出して現地の人心を安定させた。
1354年（至正14年）、太師・右丞相のトクトは叛乱鎮圧のため大軍を率いて南下を始めたが、武具・兵糧等は江浙行省で提供されることになった。この物資補給を担ったのがチントンで、陸運・水運を駆使して補給を滞らせることなく、朝廷はチントンを大いに頼ったという。1355年（至正15年）、朝廷では際限なく発生する盗賊を殲滅すべきであるという議論が起こったが、チントンは軍による威圧は反発を受けるのみであり、利を以て説得すべきであると反対した。はたして、チントンの働きかけによって武装を解き投降する者もあらわれたという。
1356年（至正16年）には平江・湖州が陥落した。この頃、義兵元帥の方家奴が杭城の北関に駐屯し、民から財貨を略奪して恨みを買っていた。チントンは丞相タシュ・テムルに ｢方家奴のように規律がない者がいて、どうしてわが軍は敵に勝てましょうか。まず方家奴を斬首としてから軍をだすべきです」と進言し、この進言通り方家奴が処刑されると民は大いに喜んだという。その後、「苗軍」を率いる楊オルジェイが杭城に駐屯したが、楊オルジェイもまた白蓮教徒討伐の功績により増長した傍若無人な人物であった。ある時、楊オルジェイはチントンの娘を娶ることを申し出、チントンは最初これを断ったものの、楊オルジェイの武力を重視するタシュ・テムルの強要によってやむなくチントンは娘が嫁ぐことを許したという。
1357年（至正17年）、チントンは杭州から遠く離れた海寧州に出鎖した。海寧州は貧しい土地で盗賊が横行してが、チントンの2年にわたる尽力によって盗賊はほとんどいなくなったという。それまでの功績により、チントンは翰林学士承旨・淮南行省平章政事の地位を授けられたが、淮南に赴任しない内に再び江浙行省に転任となった。
1358年（至正18年）には福建行省平章政事に任命されたが、現地に赴任しない内に改めて江南御史大夫に任じられた。しかし、江南御史台の治所である紹興以外は既に反乱軍の拡大によって指令が届かない状態にあり、東方の明州・台州一帯は方国珍が、西方の杭州・蘇州は張士誠によって支配されていた。なお、この頃楊オルジェイの増長悩まされていたタシュ・テムルが張士誠と諮って楊オルジェイを謀殺しているが、チントンの娘は事前に父の下に戻っており難を免れている。
1360年（至正20年）、チントンはもはや有名無実と化していた江南御史台から中央に召喚され、中書平章政事に任命された。しかしこの頃、チントンの息子の剛僧が宮人と私通したとの密告があり、怒ったウカアト・カアンによって剛僧は処刑されてしまった。これを受けて鬱屈したチントンは家に引きこもり、日々酒を飲んで過ごす日々を送ったという。1365年（至正25年）には陝西行省左丞相に任命されたが、この頃李思誠が兵を率いて関中に入っていた｡しかしチントンは礼を以て李忠誠を逃し、チントンが赴任している間陝西地方では戦乱が起きず、この功績によってチントンは再び中央に召喚された。
1368年（至正28年）7月、大明皇帝を称した朱元璋の軍団が大都に迫ると、皇帝・皇太子以下政府高官は大都を棄てモンゴル高原に逃れることを決めた。そこで大都に残留して明軍を迎え撃つよう命じられたのが皇族の淮王テムル・ブカで、チントンは中書左丞相としてテムル・ブカを補佐するべく、大都に残ることになった。8月2日、激戦の末城壁が破られるとチントンはテムル・ブカとともに東の斉化門から出ようとして果たせず、ともに戦死した。

## 家系
- カシ（Qaš ＞哈失/hāshī）
  - カイドゥ（Qaidu ＞海都/hǎidōu）
    - メリク・テムル（Melig temür ＞明里帖木児/mínglǐ tièmùér）
      - オロス（Oros ＞斡羅思/wòluósī）
        - ボロト・ブカ（Bolot Buqa ＞博羅普化/bóluó pǔhuà）
          - チャガン・ブカ（Čaγan buqa ＞察罕不花/cháhǎn bùhuā）

        - チントン（Čingtong ＞慶童/qìngtóng）